# Nordstrand (Oslo)
Nordstrand is een stadsdeel van de Noorse hoofdstad Oslo, gelegen in het zuiden van de stad. In 2012 telde het 47.696 inwoners. Het gebied beslaat een oppervlakte van 16,87 vierkante kilometer.
Nordstrand ligt aan de oostkust van de Oslofjord. Verder is het stadsdeel omgeven door Gamle Oslo in het noorden, Østensjø in het oosten en Søndre Nordstrand in het zuiden. Tot het stadsdeel behoren ook enkele eilanden waarvan Malmøya het grootste is.
Nordstrand is een van de rijkste districten van de stad, met het hoogste gemiddeld netto inkomen, de hoogste prijzen van immobiliën en de hoogste levensverwachting. Solveien, een van de meest gekende straten van het stadsdeel, is sinds het begin van de 20e eeuw gekend om zeer hoge woningprijzen. Het is het stadsdeel met het laagste percentage allochtonen van heel Oslo, namelijk 19% in 2022. De grootste groepen buitenlanders komen uit Polen (2%) en Zweden (2%).
Nordstrand bestaat uit de volgende wijken:
- Nordstrand
- Bekkelaget
- Ekeberg
- Lambertseter
- Ljan

Alna · 
Bjerke · 
Frogner · 
Gamle Oslo · 
Grorud · 
Grünerløkka · 
(Marka) · 
Nordstrand · 
Nordre Aker · 
Østensjø ·
Sagene · 
(Sentrum) · 
St. Hanshaugen · 
Stovner · 
Søndre Nordstrand · 
Ullern · 
Vestre Aker